# 奧斯特蘭滕岩
奧斯特蘭滕岩（英語：Austranten Rock）是南極洲的岩層，位於毛德皇后地的阿斯特里德公主海岸，處於托特嶺東南面3公里，根據德國探險隊拍攝的空中照片繪入地圖，現時由南極條約體系管理。

## 外部連結
- 本条目引用的公有领域材料来自美国地质调查局的文档《奧斯特蘭滕岩》 （資料來自地名信息系统）。

71°24′S 14°2′E / 71.400°S 14.033°E